# Варнава (апостол от 70)
Апостол Варна́ва (греч. Βαρνάβας, ивр. ברנבא‎; I век, Саламин, Кипр, Римская империя — 61, Саламин, Кипр, Римская империя) — христианский святой, апостол от семидесяти, основатель Кипрской церкви, один из мужей апостольских. Один из первых левитов, принявших христианство и поддерживавших известное апостольское учреждение: «общение имений» (Деян. 4:32—37).

## Биография
Варнава («Сын утешения») — прозвище, данное ему апостолами за щедрые пожертвования в пользу христианской общины. Оригинальным именем апостола было Иосия (или Иосиф, см. Деян. 4:36). Варнава был родом с острова Кипр. Считался двоюродным братом или дядей евангелиста Марка); в некоторых традициях — также братом Аристовула.
Впервые он упоминается в книге Деяний святых апостолов: «Так Иосия, прозванный от Апостолов Варнавою, что значит — сын утешения, левит, родом Кипрянин, у которого была своя земля, продав её, принёс деньги и положил к ногам Апостолов» (Деян. 4:36-37). Церковные авторы (Климент Александрийский, святой Епифаний) пишут, что Варнава своими родителями в юности был отправлен в Иерусалим для обучения у знаменитого иудейского учёного Гамалиила, где он учился вместе с Савлом (апостолом Павлом).
Он разделял с апостолом Павлом миссионерские труды, участвовал в Апостольском соборе 51-го года в Иерусалиме, но впоследствии разошёлся с ним. Последний раз упоминается в Новом Завете в связи с его отплытием на Кипр.
В 478 году его мощи были обретены в месте, где позже был основан монастырь Апостола Варнавы, в Саламине.
Память апостола Варнавы в Православной церкви совершается 24 июня (11 июня по старому стилю), а также 17 января (4 января по старому стилю) в день Собора Апостолов от семидесяти, в Католической церкви 11 июня.

## Труды
В V веке появилось апокрифическое сочинение с описанием его странствий «Деяния Варнавы», из которого следует, что Варнава проповедовал христианство на своём родном острове, где и был побит камнями иудеями.

### Евангелие от Варнавы
Ещё один текст, так называемое «Евангелие от Варнавы», появился в средневековье; он описывает евангельские события с мусульманских позиций.

### Послание Варнавы
Ему приписывается особое послание, греческий текст которого был открыт Тишендорфом в Синайском кодексе, ранее известное лишь по плохо сохранившемуся латинскому переводу. Вероятнее всего, оно было написано около 130 года в Александрии и пользовалось большим уважением среди ранних египетских христиан (таких, как Климент Александрийский).
Послание Варнавы трактует об отношении христиан к Ветхому Завету. Автор крайне отрицательно настроен к евреям, полагая, что для них Ветхий Завет — закрытая книга, а понять его могут только ищущие в тексте намёки относительно явления Христа.

## Память
Память святого Варнавы была отражена в 1779 году на гербе уездного города Варнавина Костромской губернии: «В червлёном поле выходящая из облака рука, держащая камень, изъявляющая, что апостол Варнава, по имени которого и город сей наименован, убит был каменьями», несмотря на то что название города напрямую связано не с апостолом Варнавой, а с Варнавой Ветлужским, основавшим монастырь, положивший начало этому городу.
В 1844 году в Лондоне был открыт Ноттингемский собор, посвящённый святому Варнаве.